# Umberto Masotto
Umberto Masotto (Noventa Vicentina, 23 novembre 1864 – Adua, 1º marzo 1896) è stato un militare italiano, primo artigliere da campagna insignito della medaglia d'oro al valor militare alla memoria per il coraggio dimostrato durante la battaglia di Adua.

## Biografia
Nacque a Villa Manin Cantarella, al tempo di proprietà della famiglia Masotto, il 23 novembre 1864, da Giacomo e da Anna Giusti.
Dopo aver frequentato quale convittore la Scuola tecnica di Arzignano, attratto dalla carriera delle armi, fu allievo del Collegio Militare di Milano dal 1878 al 1882 e della Regia Accademia Militare di Artiglieria e Genio di Torino. Il 27 agosto 1884, a soli venti anni, fu promosso sottotenente di artiglieria e successivamente frequentò per due anni la Scuola di Applicazione dell'arma di Torino.
Il 1º luglio 1886 ebbe la promozione a Tenente e fu destinato al 16º Reggimento artiglieria da campagna: chiese di far parte del Corpo di Spedizione in Africa per combattere le guerre coloniali sotto il Regno d'Italia, comandato dal generale Di San Marzano e partì nel marzo 1887 per Massaua con il corpo di spedizione coloniale al comando del Colonnello Saletta, di cui facevano parte anche due sezioni di artiglieria da montagna.
Passato alle dipendenze del Capitano Ciccodicola, con lui formò la batteria indigena da montagna costituita il 3 ottobre 1888.
Nel 1889 con la Batteria "Indigeni" partecipò all'occupazione di Asmara e alle operazioni condotte dal generale Orero su Adua dal 15 gennaio al 9 febbraio 1890 e alle battaglie di Agordat del 21 dicembre 1893 ove si meritò la Medaglia di bronzo al valore militare.
Le testimonianze comparse sul "Corriere della Sera" e sugli altri quotidiani del tempo tratteggiano una personalità calda e umana. Dopo sette anni d'Africa e molti servigi speciali resi (carte topografiche, soprintendenza di piantagioni, trasporto di cannoni da Massaua ai forti, ecc.), lo avevano lasciato rimpatriare senza farlo nominare Cavaliere.
Rimpatriato dopo sette anni di servizio in Eritrea per eccedenza di organico, fu promosso Capitano e destinato al 22º Reggimento artiglieria da campagna di Messina nell'agosto 1894, poiché proprio in quell'anno in quel reggimento fu costituita una batteria da montagna, che si riteneva necessaria per le zone montuose della Sicilia. Quando, sul finire del 1895, quella batteria si sdoppiò e le due batterie partirono per l'Africa, il Masotto comandava la 4ª batteria della Brigata da Montagna agli ordini del maggiore De Rosa, chiamata "batteria siciliana", poiché era stata formata con ufficiali e soldati siciliani, quasi tutti montanari. Così Umberto Masotto ritornava in Africa per la seconda volta, dopo che l'esercito etiopico aveva annientato il battaglione di Toselli all'Amba Alagi e dopo l'assedio di Macallé.

## Battaglia di Adua
Il 1º marzo 1896 si svolgeva la battaglia di Adua, dove apparve l'eroico comportamento degli Artiglieri da Montagna e delle Batterie da Montagna indigene, che, facendo parte della Brigata di artiglieria del Maggiore De Rosa, combatterono con la colonna del Generale Albertone: formata interamente da battaglioni eritrei, era composta di quattro batterie di artiglieria: due indigene e le due cosiddette "siciliane", comandate rispettivamente dai capitani Bianchini e Masotto. La colonna marciò rapidamente fino a superare l'obiettivo indicato, andò oltre e giunse nelle vicinanze dell'accampamento abissino: quel giorno gli Abissini erano più di centomila e il nostro corpo di spedizione contava appena diciottomila uomini.
La colonna, che si era allontanata per un fatale equivoco dal Raja verso il Semaiata, trovandosi isolata dalle altre due, fu assalita dagli Abissini proprio nel momento in cui le due batterie stavano sfilando su un disagevole sentiero montuoso: la lotta infuriò subito tremenda; le orde nemiche avanzavano urlando e la confusione era aggravata da una nube di fumo che si alzava dalle stoppie incendiate dai colpi dell'artiglieria nemica.
Per un po' sembrò che le quattro batterie fossero riuscite a respingere gli avversari, ma questi ritornarono all'attacco più numerosi di prima: fu necessario, da parte del Generale Albertone, dare l'ordine della ritirata ai resti dei battaglioni eritrei, ma non a tutti, poiché alle due batterie "siciliane" fu ordinato di rimanere sul posto, di sparare fino all'ultimo colpo e di sacrificarsi per coprire la ritirata.
Il Capitano Masotto rimase con i suoi artiglieri e fu intrepido durante la strenua lotta a protezione di reparti di fanteria in ritirata: quando ogni speranza era ormai perduta, volle con sereno coraggio sacrificare la sua vita; cadde così su un cannone, con la pistola nella destra, trafitto dalle lance e dagli sciaboloni degli Abissini.
Le circostanze del suo sacrificio dovettero essere eccezionali, se pensiamo che delle quattro batterie morirono tredici ufficiali su quindici, compresi lo stesso Maggiore De Rosa e i quattro Comandanti di batteria, e che di questi soltanto tre ebbero la Medaglia d'oro, fra cui Umberto Masotto. Testimoni ricordano che la notte precedente aveva detto ai suoi al campo di Saurià: "Se verrà un momento di dubbio e vi vedrete in pericolo, guardatemi in faccia; se vi accorgete ch'io ho paura, scappate pure, io vi autorizzo". "Ed è rimasto - continua il Mercatelli - e con lui i suoi ufficiali e i suoi soldati, che gli volevano tanto bene. I quattordici cannoni, dopo aver sparato tutti i colpi, sono stati abbandonati al nemico, ma inservibili. Nel momento supremo vennero da pochi superstiti levati gli anelli e i piatti di forzamento e, dispersi giù per i burroni, non sono stati ritrovati".
Così si chiudeva la tragica ed eroica vicenda del capitano Umberto Masotto: alla memoria del valoroso ufficiale fu concessa la Medaglia d'oro al valor militare con R.d. 11 marzo 1898.
All'eroica figura del militare è stato intitolato anche l'Istituto Tecnico Commerciale di Noventa Vicentina.

### Monumenti commemorativi
Pochi mesi dopo la battaglia di Adua fu deciso (su iniziativa del deputato messinese Nicola Fulci) di erigere un monumento alla memoria delle due batterie "Siciliane": l'incarico fu affidato allo scultore Salvatore Buemi di Novara di Sicilia.
Il gruppo bronzeo fu modellato a Roma nel 1896 e poi fuso a Torino: alla base del monumento furono affisse due lapidi commemorative con i nomi degli artiglieri caduti, comandati dai capitani Masotto e Bianchini .

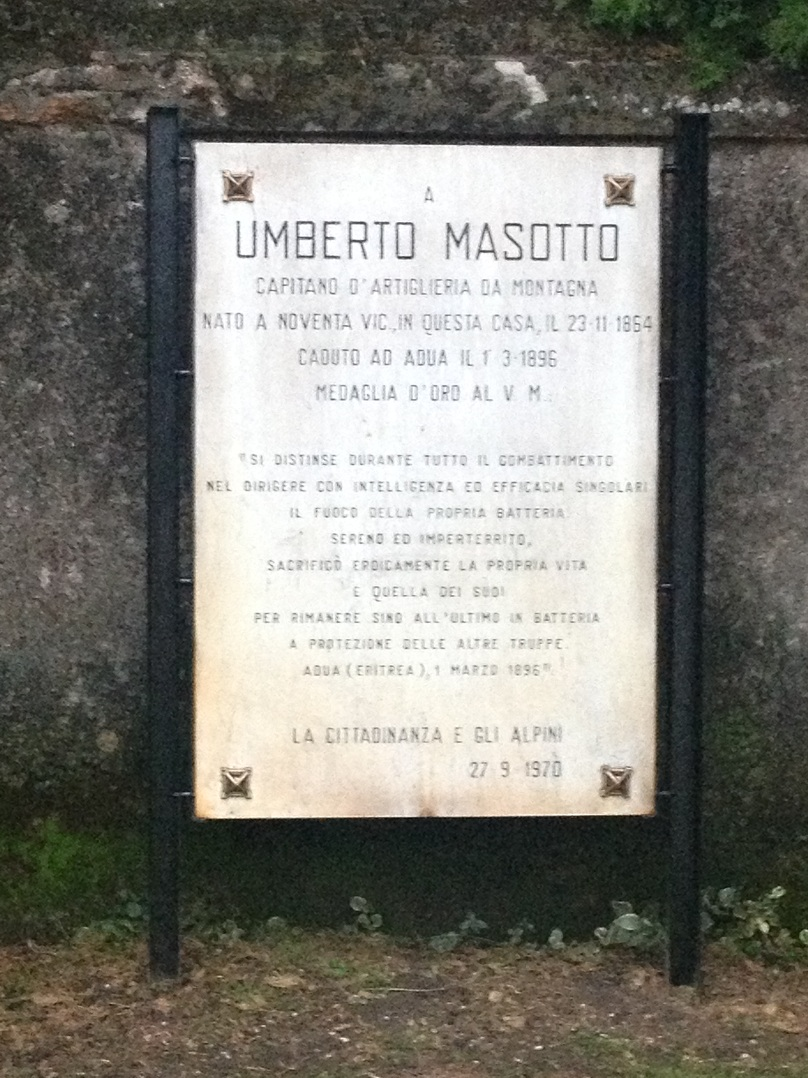
Lapide commemorativa di Umberto Masotto presso il giardino di Villa Manin Cantarella

- Monumento alla Batteria Masotto, inaugurato a Messina il 20 settembre 1899 dal re Umberto I
- Forte Polveriera, posto sulle alture di Curcuraci, assunse nel novembre 1935 la denominazione di “Forte Masotto”
- Lapide commemorativa presso il parco di Villa Manin Cantarella
- Lapide commemorativa inserita nella facciata sud di Villa Manin Cantarella
- Lapide commemorativa presso Villa Barbarigo (Noventa Vicentina)
- Lapide commemorativa a Rovereto

### Periodici
- "Corriere della Sera", anni 1886-1896